# Halemi Huisorde van Kedah
De Koninklijke Halemi Huisorde van Kedah], in het Maleis "Darjah Kerabat Halimi Yang Amat Mulia Kedah" of "The Most Honourable Halimi Royal Family Order" geheten heeft een enkele graad. De dragers, Datuks genoemd, mogen de letters "DKH" achter hun naam dragen en worden, als ze dat al niet zijn, in de adelstand opgenomen.
De orde werd in 1973 ingesteld. De orde volgt in rang op de Orde van de Koninklijke Familie van Kedah.
Volgens Guy Stair Sainty dragen alleen  de sultan en sultane deze orde.